# 诺宰 (大西洋卢瓦尔省)
诺宰（法語：Nozay，法語發音：[nɔzɛ] ⓘ）是法国大西洋卢瓦尔省的一个市镇，位于该省北部，属于沙托布里扬-昂斯尼区。

## 地理
诺宰（47°33'52"N, 1°37'31"W）面积57.7 平方千米，位于法国卢瓦尔河地区大区大西洋卢瓦尔省，该省份为法国西北部沿海省份，位于布列塔尼半岛东南部，北起伊勒-维莱讷省，西北接莫尔比昂省，西临大西洋，南至旺代省，东临曼恩-卢瓦尔省。
与诺宰接壤的市镇（或旧市镇、城区）包括：让斯、阿巴雷、栋河畔马尔萨克、皮瑟勒、特雷菲约、韦镇、拉格里戈奈。
诺宰的时区为UTC+01:00、UTC+02:00（夏令时）。

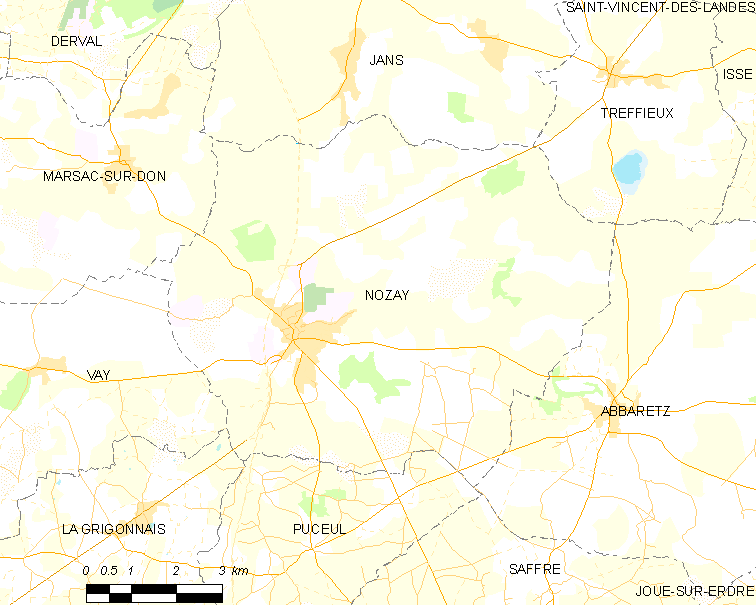
诺宰的OSM定位图

## 行政
诺宰的邮政编码为44170，INSEE市镇编码为44113。

## 政治
诺宰所属的省级选区为盖姆内庞福县。

## 交通
法国国道N137线、N171线和大西洋卢瓦尔省省道D2线、D39线、D121线、D124线、D771线在境内交汇。

## 人口

1962-2008年间诺宰人口变化图示

诺宰于2022年1月1日时的人口数量为4280人。